# Seagate
Seagate Technology je najveći svjetski proizvođač tvrdih diskova (eng. Hard Disk). Tvrtka je osnovana 1979. godine sa sjedištem u gradiću Scotts Valley u Kaliforniji. Njihovi tvrdi diskovi koriste se u serverima, osobnim i prijenosnim računalima pa sve do digitalnih videokamera i igraćih konzola kao što su PlayStation 3 i Xbox 360. Pored klasičnih tvrdih diskova proizvode i 2,5-inčne tvrde diskove koji su posebno napravljeni kako bi mogli izdržati ekstremne temperature i vibracije.

## Povijest tvrtke
Seagate je osnovan od strane Alan Shugarta i Finis Connera i prvotno se je zvao Shugart Technology. 1980. godine izbacuju svoj prvi proizvod 5.25 inčni disk ST-506, to je bio prvi 5.25 inčni tvrdi disk (eng. Hard Disk) kapaciteta 5 megabajta. ST-506 je bio veliki hit i nedugo nakon njega 1981. godine izbacuju unaprijeđenu 10 megabajtni model ST-412, koji je bio prvi tvrdi disk koji se je koristio u IBM PC XT.
Početkom osamdesetih godina prošlog stoljeća Segate je osigurao ugovor za glavnog dobavljača IBM PC XT, IBM-ovo prvo osobno računalo s tvrdim diskom. Taj ugovor je osigurao Segateov rani rast i proboj na tržište. Kada je IBM počeo uzimati tvrde diskove drugih proizvođača kao što su Miniscribe, IMI i drugi. Segate je na to odgovorio uspotavom snažne distribucijske mreže preko koje su pokrili tada već milijunsko tržište osobnih računala. 
1985. godine Finis Conner odlazi iz Seagatea i osniva tvrtku Conner Peripherals, koja se je izvorno bavila razvojem SFF (Small form factor) diskova za prijenosna računala. Tvrtka je ušla i na tape drive tržište kupovinom tvrtke Archive Corporation. Nakon deset godina samostalnog djelovanja, Conner Peripherals se 1996. godine pripaja Seagateu. 
1989. pritisnuti konkurencijom i maržama, Seagate je okrenuo nestabilnu financijsku situaciju u svoju korist strateškom akvizicijom tvtrke Control Data. Ovim potezom Seagate je došao do Control Data voice-coil, patenata za izradu diskova i konkurentnog i naprednog head-development mogućnosti. Pored toga dobili su i prostup high-end server korisničkoj bazi i prvim diskovima brzine 5400 o/min (Control Data Elite serija diskova). Nakon ove akvizicije Seagate je povratio mjesto velikog igrača na tržištu.
1992. godine Seagate predstavlja Barracudu, prvi disk brzine 7200 o/min. 1996. predstavljaju Cheetah prvi disk brzine 10000 o/min,  a 2000. godine X15 disk brzine 15000 o/min.
U devedesetim godinama prošlog stoljeća Seagateov menadžment počinje kupovati tvrtke za razvoj softvera za pohranu podataka. Ta investicija se Seagate isplaćuje prodajom svog softverskog sektora tvrtci Veritas Software, čime postaju jedni od najvećih dioničara Veritasa. Rastom Veritasovih dionica Seagate je pretvorio svoju investiciju u financijsku dobit za svoje dioničare. 2003. Seagate ponovno ulazi na tržište prijenosnih računala sa svojim 2,5 inčnim diskom Momentus. 2005. godine Seagate predstavlja inovaciju pod imenom "Pocket Hard Drive", prijenosni disk (eng. external disk drive) veličine dlana na koji stane 5 gigabajta podataka. Samo tri godine poslije, Seagate FreeAgent Go prijenosni tvrdi disk ima kapacitet od 250 gigabajta.
21. prosinca 2005. Seagate objavljuje plan preuzimanja Maxtora. Preuzimanje je bilo vrijedno 1.9 milijardi dolara. Preuzimanje je završeno u svibnju 2006. godine. 2. lipnja 2008. Seagate predstavlja 2.5 inčni Savvio 10K.3 tvrdi disk kapaciteta 300 gigabajta, koji troši 70% manje struje od klasičnog 3.5 inčnog diska.
Zaštita podataka je postala jedna od najvećih briga IT menadžera. Seagate odgovara na problem u listopadu 2007. godine s izdavanjem Barracuda tvrdog diska kapaciteta 1 terabajta koji koristi Full Disc Encryption tehnologiju koja sprječava neovlašteno pristupanje podacima koji se nalaze na ukradenim ili izgubljenim tvrdim diskovima. Pored Barracude najavili su i prvi 250 gigabajtni 2.5 inčni Momentus 5400.4 disk, za prijenosna računala koji koristi ugrađenu enkripcijsku tehnologiju.
Početkom 2009. u Seagate-u je došlo do velikih promjena, došlo je do reorganizacije i otpuštanja radnika, i tvrtka je promijenila izvršnog direktora. Povrh svega pojavile su se i dosta velike poteškoće s diskovima Barracuda. 

U siječnju 2009. Seagate-ov novi izvršni direktor Bill Watkins potvrdio je ulazak tvrtke na SSD (eng. Solid-state drive) tržište. Za početak namjeravaju nove proizvode ponuditi velikim korporativnim korisnicima.

## Vanjske poveznice
Službene stranice tvrtke Seagate